# 9852 Gora
A 9852 Gora (ideiglenes jelöléssel (9852) 1990 YX) a Naprendszer kisbolygóövében található aszteroida. Tsutomu Seki fedezte fel 1990. december 24-én.